# Nacuko Haraová
Nacuko Haraová (japonsky 原 菜摘子, * 1. března 1989 Óme) je bývalá japonská fotbalistka.

## Reprezentační kariéra
Za japonskou reprezentaci v roce 2010 odehrála 2 reprezentační utkání.

## Statistiky
| Japonsko | Japonsko | Japonsko |
| Roky     | Záp.     | Góly     |
| -------- | -------- | -------- |
| 2010     | 2        | 0        |
| Celkem   | 2        | 0        |